# Nekrolog 4. Quartal 1921
Nekrolog
◄◄
| ◄
| 1917
| 1918
| 1919
| 1920
| 1921 | 1922 | 1923 | 1924 | 1925 | ► | ►►
1. Quartal |
2. Quartal |
3. Quartal |
4. Quartal 1921
Weitere Ereignisse | Allgemeiner Nekrolog 1921
Die Beschreibung der verstorbenen Person sollte so kurz wie möglich gehalten sein und nur deren signifikante Tätigkeit(en) enthalten.
Neue Namen ggf. auch unter dem Geburts- und Sterbedatum, also etwa unter 1. Januar und im Geburts- und Sterbejahr (2024) eintragen (nur bei entsprechender großer Wichtigkeit). Für Beispiele siehe die schon vorhandenen Artikel.
Außerdem über die fünf zuletzt Verstorbenen, zu denen es einen ausreichend guten Artikel für eine Präsentation auf der Hauptseite gibt, nach der todesbedingten Überarbeitung der Artikel ggf. auch unter Wikipedia Diskussion:Hauptseite informieren und sie am besten auch in den anderen Wikipedia-Sprachversionen eintragen. Tipp: Regelmäßig bei news.google.de nach „ist tot“, „gestorben“ oder „verstorben“ suchen.
Wenn eine Person gestorben ist, gibt es viele Seiten zu dieser Person in der Wikipedia, die davon auch betroffen sind und entsprechend aktualisiert werden müssen. Beispiele: Namenübersichtsseite, Geburtsjahr, Geburtsort-Seiten und viele mehr.
Wie finde ich die betroffenen Seiten?
Im Suchfeld auf der linken Seite gibt man den Suchbegriff so ein: „Vorname Nachname“. Dann klickt man auf Volltext und alle Seiten mit entsprechendem Suchtext werden aufgerufen. Hier sieht man dann schnell, wo auch das Todesjahr Sinn macht oder sogar ein Teil des Artikels angepasst werden muss. Auch hilft das „Werkzeug“ auf der linken Seite sehr gut, um solche Seiten aufzufinden: „Links auf diese Seite“. Somit ist die Wikipedia wieder aktuell in allen Bereichen! Hinweis: bei Eintragung der Kategorie „Gestorben JAHR“ wird der Missbrauchsfilter 49 ausgelöst, was jedoch nicht schlimm ist. Siehe: Spezial:Missbrauchsfilter/49
Dies ist eine Liste von im vierten Quartal 1921 verstorbenen bekannten Persönlichkeiten. Die Einträge erfolgen innerhalb der einzelnen Daten alphabetisch sortiert. Tiere sind im Nekrolog für Tiere zu finden.

## Oktober
| Tag         | Name                                 | Beruf, bekannt als                                                                | Alter | Beleg |
| ----------- | ------------------------------------ | --------------------------------------------------------------------------------- | ----- | ----- |
| 1. Oktober  | Marie Conrad-Ramlo                   | deutsche Theaterschauspielerin und Schriftstellerin                               | 73    |       |
| 1. Oktober  | Lamar Fontaine                       | US-amerikanischer Schriftsteller                                                  | 79    |       |
| 1. Oktober  | Julius von Hann                      | österreichischer Mathematiker, Meteorologe                                        | 82    |       |
| 1. Oktober  | Andreas Michel                       | deutscher Zahnarzt                                                                | 60    |       |
| 2. Oktober  | Ludwig Maximilian von Biegeleben     | preußischer Generalmajor                                                          | 72    |       |
| 2. Oktober  | David Bispham                        | US-amerikanischer Opernsänger                                                     | 64    |       |
| 2. Oktober  | Wilhelm Krahe                        | deutscher Architekt und braunschweigischer Baubeamter                             | 82    |       |
| 2. Oktober  | Anton Mödlinger                      | österreichischer Theaterschauspieler, -regisseur und Sänger                       | 65    |       |
| 2. Oktober  | Georg Möller                         | deutscher Ägyptologe                                                              | 44    |       |
| 2. Oktober  | Wilhelm II.                          | König von Württemberg                                                             | 73    |       |
| 3. Oktober  | Mohammad Taqi-Khan Pesyan            | Offizier der Gendarmerie und Premierminister der Autonomen Regierung von Chorasan |       |       |
| 4. Oktober  | Gebhard von Knebel Doeberitz         | preußischer Gutsbesitzer und Politiker                                            | 73    |       |
| 4. Oktober  | Sophie Stehle                        | deutsche Opernsängerin (Sopran)                                                   | 79    |       |
| 4. Oktober  | Israel von Stolin                    | chassidischer Rabbiner und Mystiker                                               | 51    |       |
| 5. Oktober  | Johannes Gehrts                      | deutscher Maler und Buchillustrator                                               | 66    |       |
| 5. Oktober  | Alfred Nagl                          | österreichischer Numismatiker, Historiker und Advokat                             | 80    |       |
| 5. Oktober  | Anton Josef Pepino                   | österreichischer Maler                                                            | 58    |       |
| 5. Oktober  | Georg Treu                           | deutscher Archäologe, Kunsthistoriker und Museumsleiter in Dresden                | 78    |       |
| 6. Oktober  | Carl Hertelt                         | deutscher Maler und Kunstschnitzmeister                                           | 84    |       |
| 7. Oktober  | Friedrich Heyser                     | deutscher Porträt-, Landschafts- und Historienmaler                               | 63    |       |
| 8. Oktober  | Michael F. Farley                    | US-amerikanischer Politiker                                                       | 58    |       |
| 8. Oktober  | Emma Eleonore Meyer                  | dänische Malerin                                                                  | 62    |       |
| 9. Oktober  | Henriette Garthe                     | deutsche Opernsängerin (Sopran)                                                   | 80    |       |
| 9. Oktober  | Gotthilf Sellin                      | deutscher Lehrer und Autor                                                        | 77    |       |
| 10. Oktober | Otto von Gierke                      | deutscher Rechtshistoriker, Hochschullehrer und Politiker                         | 80    |       |
| 10. Oktober | E. Stevens Henry                     | US-amerikanischer Politiker                                                       | 85    |       |
| 10. Oktober | Louis Mesnier                        | französischer Fußballspieler                                                      |       |       |
| 10. Oktober | Lipót Schulhof                       | österreichisch-französischer Astronom                                             | 74    |       |
| 10. Oktober | Ernst von Unger                      | preußischer Offizier, General der Kavallerie                                      | 90    |       |
| 11. Oktober | Haruthiun Abeljanz                   | Schweizer Chemiker                                                                | 72    |       |
| 11. Oktober | Louis de Diesbach                    | Schweizer Landwirt und Politiker                                                  | 78    |       |
| 11. Oktober | Đorđe Simić                          | serbischer Politiker und Diplomat                                                 | 78    |       |
| 12. Oktober | Victor Bauffe                        | belgischer Landschaftsmaler und Aquarellist der Haager Schule                     | 72    |       |
| 12. Oktober | Fernand Courty                       | französischer Astronom und Meteorologe                                            | 59    |       |
| 12. Oktober | Philander C. Knox                    | US-amerikanischer Jurist und Politiker                                            | 68    |       |
| 13. Oktober | Carl Ahl                             | deutscher Sänger                                                                  | 76    |       |
| 13. Oktober | Max Bewer                            | deutscher Schriftsteller und Dichter                                              | 60    |       |
| 13. Oktober | Robert Bonnet                        | deutscher Anatom                                                                  | 70    |       |
| 13. Oktober | Peter Dybwad                         | norwegisch-deutscher Architekt                                                    | 62    |       |
| 13. Oktober | Natalie Haenisch                     | deutsche Opernsängerin (Sopran) und Gesangspädagogin                              | 84    |       |
| 13. Oktober | Gottlieb von Merkel                  | deutscher Arzt                                                                    | 86    |       |
| 14. Oktober | Gotthard Deutsch                     | Rabbiner                                                                          | 62    |       |
| 14. Oktober | Michael Haubtmann                    | deutscher Landschaftsmaler                                                        | 78    |       |
| 14. Oktober | Henry Brown Floyd MacFarland         | US-amerikanischer Politiker                                                       | 60    |       |
| 15. Oktober | Emanuel Alphonsus van den Bosch      | belgischer römisch-katholischer Ordenspriester                                    | 67    |       |
| 15. Oktober | Charles Carrington                   | britischer Verleger von erotischer Literatur                                      | 53    |       |
| 16. Oktober | Helena Dłuska                        | polnische Bergsteigerin                                                           | 29    |       |
| 17. Oktober | Yaa Asantewaa                        | Königinmutter von Edweso                                                          | 58    |       |
| 17. Oktober | Edward John Bevan                    | britischer Chemiker                                                               | 64    |       |
| 17. Oktober | Ludwig Gothov-Grünecke               | österreichischer Komponist und Kapellmeister                                      | 74    |       |
| 17. Oktober | Julius Kronberg                      | schwedischer Maler und Hochschullehrer                                            |       |       |
| 18. Oktober | August Gaul                          | deutscher Tierbildhauer                                                           | 51    |       |
| 18. Oktober | Peter Graham                         | schottischer Landschaftsmaler                                                     | 85    |       |
| 18. Oktober | Eugen Jahnke                         | deutscher Mathematiker                                                            | 57    |       |
| 18. Oktober | Ulrich Kreusler                      | deutscher Agrikulturchemiker                                                      | 76    |       |
| 18. Oktober | Ludwig III.                          | bayerischer Prinz, Regent und letzter bayerischer König                           | 76    |       |
| 19. Oktober | António Joaquim Granjo               | portugiesischer Jurist und Politiker                                              | 39    |       |
| 19. Oktober | Gotthold Gundermann                  | deutscher Klassischer Philologe                                                   | 65    |       |
| 19. Oktober | Hermann Stadler                      | deutscher Medizin- und Naturwissenschaftshistoriker                               | 60    |       |
| 19. Oktober | Adolf Weinbrenner                    | deutscher Architekt, badischer Baubeamter und Hochschullehrer                     | 85    |       |
| 20. Oktober | Ernst Katzer                         | deutscher Pastor, sächsischer Kirchenrat und Publizist                            | 82    |       |
| 20. Oktober | N. B. Willey                         | US-amerikanischer Politiker                                                       | 83    |       |
| 21. Oktober | Gottfried Heer                       | Schweizer Politiker, reformierter Pfarrer und Historiker                          | 78    |       |
| 21. Oktober | Louis Mürset                         | Kreisdirektionspräsident der Schweizerischen Bundesbahnen                         | 64    |       |
| 21. Oktober | Paul Schmidt                         | deutscher Chef des Sanitätskorps der Kaiserlichen Marine                          | 65    |       |
| 21. Oktober | William Wallace Wotherspoon          | US-amerikanischer Generalmajor                                                    | 70    |       |
| 22. Oktober | Lucien Chevallaz                     | Schweizer Gärtner, in Bulgarien tätig                                             | 81    |       |
| 22. Oktober | Giovanni Battista Marenco            | italienischer römisch-katholischer Erzbischof                                     | 68    |       |
| 23. Oktober | Natalie Curtis                       | amerikanische Ethnographin und Musikethnologin                                    | 46    |       |
| 23. Oktober | Ernst Evers                          | deutscher evangelischer Theologe, Pfarrer und Schriftsteller                      | 77    |       |
| 23. Oktober | Eduard von Westernhagen              | preußischer Generalleutnant                                                       | 69    |       |
| 25. Oktober | Fritz Arnold                         | deutscher Maler und Grafiker                                                      | 38    |       |
| 25. Oktober | Bat Masterson                        | US-amerikanischer Revolverheld, Ordnungshüter und Schriftsteller                  | 67    |       |
| 25. Oktober | Niels Pedersen Mols                  | dänischer Tier- und Landschaftsmaler                                              | 62    |       |
| 27. Oktober | Rudolf Koch                          | deutscher Pressezeichner, Maler und Graphiker                                     | 65    |       |
| 27. Oktober | Karl Kronberger                      | österreichisch-deutscher Genremaler                                               | 80    |       |
| 27. Oktober | Yan Fu                               | chinesischer Übersetzer westlicher Schriften                                      | 68    |       |
| 28. Oktober | William Speirs Bruce                 | schottischer Polarforscher und Ozeanograph                                        | 54    |       |
| 28. Oktober | Alexander Wassiljewitsch Kriwoschein | russischer Jurist und Politiker                                                   | 64    |       |
| 29. Oktober | Paul Albera                          | Generalober der Ordensgemeinschaft Salesianer Don Boscos                          | 76    |       |
| 29. Oktober | Konstantin Alexejewitsch Andrejew    | russischer Mathematiker                                                           | 73    |       |
| 29. Oktober | Joseph Bühlmann                      | Schweizer und deutscher Architekt                                                 | 77    |       |
| 29. Oktober | Wilhelm Erb                          | deutscher Neurologe                                                               | 80    |       |
| 29. Oktober | Eduard Kampl                         | österreichischer Gutsbesitzer und Politiker, Landtagsabgeordneter                 | 85    |       |
| 29. Oktober | Lucien Louis de Koninck              | belgischer Chemiker                                                               | 77    |       |
| 29. Oktober | Eugène Ménégoz                       | deutsch-französischer lutherischer Theologe                                       | 83    |       |
| 29. Oktober | Conrad von Studt                     | Kultusminister in Preußen                                                         | 83    |       |
| 30. Oktober | Simon Wronker                        | deutscher Kaufmann und Unternehmer                                                | 61    |       |
| 31. Oktober | Albert Adamkiewicz                   | polnischer Arzt                                                                   | 71    |       |
| 31. Oktober | Wilhelm Busch                        | deutscher protestantischer Pfarrer                                                | 53    |       |
| 31. Oktober | Ferdinand Chalandon                  | französischer Schriftsteller, Historiker und Byzantinist                          | 46    |       |
| 31. Oktober | Anton Dachler                        | österreichischer Bautechniker und Historiker                                      | 80    |       |
| 31. Oktober | Kyriak Kostandi                      | ukrainischer Maler                                                                | 69    |       |
| 31. Oktober | Felix Lewandowsky                    | deutscher Dermatologe                                                             | 42    |       |
| 31. Oktober | Jobst Henrich von Plettenberg        | preußischer Verwaltungsjurist und Landrat                                         | 55    |       |
| 31. Oktober | Anna Ritter                          | deutsche Dichterin und Schriftstellerin                                           | 56    |       |
| 31. Oktober | Johannes Thummerer                   | deutscher Bibliothekar und Schriftsteller                                         | 32    |       |
| Oktober     | Eugen von Bamberger                  | österreichischer Arzt                                                             | 63    |       |

## November
| Tag          | Name                                     | Beruf, bekannt als                                                                              | Alter | Beleg |
| ------------ | ---------------------------------------- | ----------------------------------------------------------------------------------------------- | ----- | ----- |
| 1. November  | Emma von Damitz                          | deutsche Schriftstellerin                                                                       | 77    |       |
| 1. November  | Harry L. Gordon                          | US-amerikanischer Politiker                                                                     | 61    |       |
| 1. November  | Emil Lessing                             | deutscher Schauspieler, Theaterleiter und Regisseur                                             | 64    |       |
| 1. November  | Eugen Plessing                           | deutscher Arzt                                                                                  | 64    |       |
| 1. November  | Francisco Pradilla y Ortiz               | spanischer Maler                                                                                | 73    |       |
| 1. November  | Johannes Trüper                          | deutscher Pädagoge, Mitbegründer der Heilpädagogik                                              | 66    |       |
| 1. November  | Adam Zakrzewski                          | russisch-polnischer Wissenschaftler und Esperantist                                             | 64/65 |       |
| 2. November  | Andreas Heusler                          | Schweizer Jurist, Rechtshistoriker und Politiker                                                | 87    |       |
| 2. November  | Hermann Hoppe                            | deutscher Goldschmied und Schriftsteller                                                        | 56    |       |
| 2. November  | Robert Kleinau                           | deutscher Architekt und kommunaler Baubeamter                                                   | 75    |       |
| 2. November  | Carl Otto Leheis                         | deutscher Architekt und Bauunternehmer                                                          |       |       |
| 2. November  | William Mansfield, 1. Viscount Sandhurst | britischer Politiker und Kolonialbeamter in Britisch-Indien                                     | 66    |       |
| 3. November  | Félix Pierre Jousseaume                  | französischer Arzt und Malakologe                                                               | 86    |       |
| 3. November  | Carl Poensgen                            | deutscher Industrieller                                                                         | 83    |       |
| 3. November  | Demetrio Ribes y Marco                   | spanischer Architekt und Baumeister                                                             | 45    |       |
| 3. November  | William Grover Smith                     | US-amerikanischer Politiker                                                                     | 64    |       |
| 3. November  | Martin Ullmann                           | deutscher Agrikulturchemiker                                                                    | 64    |       |
| 4. November  | Richard Gutzschbach                      | deutscher Opernsänger (Bariton)                                                                 |       |       |
| 4. November  | Hara Takashi                             | 19. Premierminister Japans                                                                      | 65    |       |
| 4. November  | Oscar Montelius                          | schwedischer Reichsarchivar und Prähistoriker                                                   | 78    |       |
| 4. November  | Heinrich Schulze-Steinen                 | deutscher Landwirt und Politiker                                                                | 94    |       |
| 4. November  | Louis Stüting                            | deutscher Hoffotograf                                                                           | 76    |       |
| 5. November  | Antoinette Brown Blackwell               | US-amerikanische Frauenrechtlerin                                                               | 96    |       |
| 5. November  | Théodore Flournoy                        | Schweizer Psychologe und Parapsychologe                                                         | 67    |       |
| 5. November  | Max von Spiessen                         | preußischer Offizier, Dichter, Genealoge und Heraldiker                                         | 69    |       |
| 6. November  | Carl Heinrich Boerner                    | deutscher Jurist                                                                                | 77    |       |
| 6. November  | Luther E. Hall                           | US-amerikanischer Politiker                                                                     | 52    |       |
| 6. November  | Friedrich von Holwede                    | preußischer Landrat und Regierungspräsident                                                     | 79    |       |
| 6. November  | Robert Logan Jack                        | australischer Geologe und Paläontologe                                                          | 76    |       |
| 6. November  | Karl Rathgen                             | deutscher Nationalökonom                                                                        | 64    |       |
| 6. November  | Walther Schmarje                         | deutscher Bildhauer                                                                             | 49    |       |
| 7. November  | Herman Friele                            | norwegischer Geschäftsmann und Zoologe                                                          | 83    |       |
| 8. November  | Alfred von Exner-Ewarten                 | österreichischer Chirurg                                                                        | 46    |       |
| 8. November  | Friedrich Carl Heimann                   | deutscher Architekt, Baubeamter und Denkmalpfleger                                              | 71    |       |
| 8. November  | Friedrich von Hofmann                    | württembergischer Oberamtmann und Regierungspräsident                                           | 70    |       |
| 8. November  | Pavol Országh Hviezdoslav                | slowakischer Dichter                                                                            | 72    |       |
| 8. November  | Karl zu Löwenstein-Wertheim-Rosenberg    | Chef des Hauses Löwenstein-Wertheim-Rosenberg und Politiker, Ordenspriester                     | 87    |       |
| 9. November  | Gyula Breyer                             | ungarischer Schachmeister                                                                       | 28    |       |
| 9. November  | James Browning                           | US-amerikanischer Politiker                                                                     | 71    |       |
| 9. November  | Carlo Ceppi                              | italienischer Architekt                                                                         | 92    |       |
| 9. November  | Oskar von Ehrenthal                      | sächsischer General der Infanterie im Ersten Weltkrieg                                          | 67    |       |
| 9. November  | Georges Louis Humbert                    | französischer General                                                                           | 59    |       |
| 9. November  | Johanna Lankau                           | deutsche Schriftstellerin                                                                       | 54    |       |
| 9. November  | Sophie Meyer                             | deutsche Malerin der Düsseldorfer Schule                                                        |       |       |
| 9. November  | Marx Möller                              | Schriftsteller                                                                                  | 53    |       |
| 9. November  | José Villegas Cordero                    | spanischer Maler                                                                                | 77    |       |
| 9. November  | Theodor Wacker                           | deutscher Geistlicher (katholisch) und badischer Politiker                                      | 76    |       |
| 10. November | Joseph V. Graff                          | US-amerikanischer Politiker                                                                     | 67    |       |
| 10. November | William V. Lucas                         | US-amerikanischer Politiker                                                                     | 86    |       |
| 10. November | John Augustine Zahm                      | US-amerikanischer römisch-katholischer Priester, Autor, Wissenschaftler und Forschungsreisender | 70    |       |
| 11. November | Albrecht Josefsen                        | grönländischer Katechet und Landesrat                                                           | 64    |       |
| 11. November | Léon Moreaux                             | französischer Olympiasieger im Sportschießen                                                    | 69    |       |
| 11. November | Bernhard Nadbyl                          | deutscher Jurist und Politiker (Zentrum), MdR                                                   | 75    |       |
| 11. November | Wilhelm von Poschinger                   | bayerischer Generalmajor                                                                        | 57    |       |
| 11. November | Ippolit Petrowitsch Prjanischnikow       | russischer Bariton, Regisseur und Gesangspädagoge                                               | 74    |       |
| 12. November | Fernand Khnopff                          | belgischer Maler, Grafiker, Bildhauer und Kunstschriftsteller                                   | 63    |       |
| 12. November | Curt Merckel                             | deutscher Ingenieur und Baudirektor                                                             | 63    |       |
| 13. November | William Robert Colton                    | britischer Bildhauer                                                                            | 53    |       |
| 13. November | Douglas Fox                              | britischer Eisenbahnpionier, Brücken- und Tunnelbauingenieur                                    | 81    |       |
| 13. November | Ignaz Goldziher                          | ungarischer Orientalist                                                                         | 71    |       |
| 13. November | Otto Posse                               | deutscher Historiker und Archivar                                                               | 74    |       |
| 13. November | Fritz Stoltenberg                        | deutscher Landschafts- und Marinemaler                                                          | 66    |       |
| 14. November | Joachim de Giacomi                       | Schweizer Arzt und Mäzen                                                                        | 63    |       |
| 14. November | Isabella von Brasilien                   | Kronprinzessin von Brasilien                                                                    | 75    |       |
| 14. November | Ernst August Papst                       | deutscher Fabrikant in der Stadt Aue in Sachsen                                                 | 78    |       |
| 14. November | Sara Yorke Stevenson                     | US-amerikanische Ägyptologin                                                                    | 74    |       |
| 15. November | Pál Beöthy                               | ungarischer Politiker, Jurist und Oberleutnant                                                  | 55    |       |
| 15. November | Eugen Bracht                             | deutscher Maler und Professor                                                                   | 79    |       |
| 15. November | James H. Johnson                         | britischer Eiskunstläufer                                                                       |       |       |
| 15. November | Josephine Levy-Rathenau                  | deutsche Frauenrechtlerin                                                                       | 44    |       |
| 15. November | Wladimir Petrowitsch Machnowez           | russischer Theoretiker des Ökonomismus und Revolutionär                                         |       |       |
| 15. November | Albrecht Meydenbauer                     | deutscher Bauingenieur und Begründer der Photogrammetrie                                        | 87    |       |
| 16. November | Isidor Kaufmann                          | österreichischer Porträt- und Genremaler                                                        | 68    |       |
| 16. November | Rudra Pratap Deo                         | Raja des indischen Fürstenstaates Bastar                                                        | 36    |       |
| 18. November | Micha Josef Berdyczewski                 | hebräischer Schriftsteller                                                                      | 56    |       |
| 18. November | Alexander Wassiljewitsch Galizki         | russischer Schachkomponist                                                                      | 58    |       |
| 18. November | Con Leahy                                | irischer Leichtathlet                                                                           | 45    |       |
| 18. November | Franz Staudinger                         | deutscher Gymnasiallehrer, Philosoph und Konsumgenossenschafter                                 | 72    |       |
| 19. November | Alfred von Böckmann                      | preußischer Generalleutnant im Ersten Weltkrieg                                                 | 62    |       |
| 19. November | Hans Georg von Doering                   | deutscher Offizier und Kolonialbeamter                                                          | 55    |       |
| 19. November | Adrien Dollfus                           | französischer Zoologe                                                                           | 63    |       |
| 19. November | Maurice Goetschel                        | Schweizer Rechtsanwalt und Politiker                                                            | 62    |       |
| 19. November | Julius Walzer                            | deutscher Rittergutsbesitzer und Politiker, MdR                                                 | 83    |       |
| 19. November | Hendrik Wefers Bettink                   | niederländischer Pharmakologe                                                                   | 82    |       |
| 20. November | David Hoffmann                           | jüdischer Gelehrter                                                                             | 77    |       |
| 20. November | Gaston Redon                             | französischer Architekt                                                                         | 68    |       |
| 21. November | Christine Nilsson                        | schwedische Opernsängerin (Sopran)                                                              | 78    |       |
| 21. November | Peregrino Paulos                         | argentinischer Geiger, Bandleader und Tangokomponist                                            | ≈32   |       |
| 21. November | Heinrich Wagner                          | deutscher Kartograf                                                                             | 75    |       |
| 22. November | Edward J. Adams                          | US-amerikanischer Serienmörder und Bankräuber                                                   |       |       |
| 22. November | Émile Boutroux                           | französischer Philosoph                                                                         | 76    |       |
| 22. November | Henry Hyndman                            | englischer Schriftsteller und Politiker                                                         | 79    |       |
| 22. November | Jean Keller                              | deutscher Architekt des Historismus                                                             | 77    |       |
| 22. November | Robert Raudnitz                          | österreichischer Pädiater in Prag                                                               | 65    |       |
| 22. November | Adrian Soniewicki                        | österreich-ungarischer Notar                                                                    | 74    |       |
| 22. November | August Weizenberg                        | estnischer Bildhauer                                                                            | 84    |       |
| 23. November | John Boyd Dunlop                         | britischer Tierarzt                                                                             | 81    |       |
| 23. November | Felix Philippi                           | deutscher Journalist, Schriftsteller und Regisseur                                              | 70    |       |
| 23. November | Max Verworn                              | deutscher Physiologe                                                                            | 58    |       |
| 24. November | Alwin Hartmann                           | deutscher Jurist und Politiker, MdR                                                             | 81    |       |
| 24. November | Tracy Peck                               | US-amerikanischer Klassischer Philologe                                                         | 83    |       |
| 24. November | Charles Hedding Rowland                  | US-amerikanischer Politiker                                                                     | 60    |       |
| 24. November | Gerhard Seeliger                         | deutscher Historiker                                                                            | 61    |       |
| 25. November | Frank Dunklee Currier                    | US-amerikanischer Politiker                                                                     | 68    |       |
| 25. November | Théodore Lack                            | französischer Pianist und Komponist                                                             | 75    |       |
| 25. November | Etienne Soukkarie                        | syrischer Patriarchalvikar von Alexandria (Ägypten)                                             | 53    |       |
| 25. November | Alexander von Weiss                      | deutsch-baltischer Ingenieur, Gutsbesitzer und Politiker                                        | 81    |       |
| 26. November | Émile Cartailhac                         | französischer Prähistoriker                                                                     | 76    |       |
| 26. November | Paul Cauer                               | deutscher Pädagoge und klassischer Philologe                                                    | 66    |       |
| 27. November | Otto von Buhl                            | deutscher Politiker                                                                             | 79    |       |
| 27. November | Douglas Colin Cameron                    | kanadischer Politiker, und Unternehmer, Vizegouverneur von Manitoba                             | 67    |       |
| 27. November | Otto Gruppe                              | deutscher Klassischer Philologe und Gymnasiallehrer                                             | 70    |       |
| 28. November | Johanne Mathilde Dietrichson             | norwegische Porträt- und Genremalerin der Düsseldorfer Schule                                   | 84    |       |
| 28. November | Robert B. Hawley                         | US-amerikanischer Politiker                                                                     | 72    |       |
| 28. November | ʿAbdul-Baha'                             | Person der Bahai-Religion, Sohn des Religionsstifters Baha'ullah                                | 77    |       |
| 29. November | Emil Hagberg                             | deutsch-schwedischer Architekt                                                                  | 59    |       |
| 29. November | Georg Westen                             | deutscher Architekt                                                                             | 70    |       |
| 30. November | Axel Raphael                             | schwedischer Nationalökonom, Sozialpolitiker und Schriftsteller                                 | 71    |       |
| 30. November | Hermann Amandus Schwarz                  | deutscher Mathematiker                                                                          | 78    |       |
| 30. November | Ueda Arisawa                             | japanischer General                                                                             | 71    |       |
| November     | Billy Andrews                            | schottischer Fußballspieler                                                                     |       |       |
| November     | Paul Schmook                             | Jurist                                                                                          | 61    |       |

## Dezember
| Tag          | Name                                           | Beruf, bekannt als                                                               | Alter | Beleg |
| ------------ | ---------------------------------------------- | -------------------------------------------------------------------------------- | ----- | ----- |
| 1. Dezember  | Anna Gerresheim                                | deutsche Landschafts- und Bildnismalerin sowie Grafikerin                        | 69    |       |
| 1. Dezember  | Max Kaluza                                     | deutscher Anglist, Hochschullehrer und Sachbuchautor                             | 65    |       |
| 1. Dezember  | Friedrich Emil Klein                           | deutscher Maler der Düsseldorfer Schule                                          | 80    |       |
| 1. Dezember  | Jakob von Neuhaus                              | preußischer Landrat des Kreises Hattingen                                        | 68    |       |
| 1. Dezember  | Paul von Rheinbaben                            | deutscher Regierungsbeamter und Politiker                                        | 76    |       |
| 2. Dezember  | Mirza Kutschak Khan                            | iranischer Nationalheld                                                          |       |       |
| 2. Dezember  | Karl Neufeldt                                  | österreichische Führungspersönlichkeit                                           | 83    |       |
| 3. Dezember  | Alexander von Friesen                          | königlich-sächsischer Generalmajor                                               | 71    |       |
| 3. Dezember  | Ignazio Ghiurekian                             | armenisch-katholischer Generalabt der Mechitaristen von Venedig                  | 88    |       |
| 4. Dezember  | Curt Balan                                     | deutscher Konsistorialpräsident der Kirchenprovinz Posen                         | 66    |       |
| 4. Dezember  | Themistokles von Eckenbrecher                  | deutscher Landschafts- und Marinemaler                                           | 79    |       |
| 4. Dezember  | Michael Felix Korum                            | Bischof von Trier                                                                | 81    |       |
| 5. Dezember  | Ottilie Bondy                                  | österreichische Frauenrechtlerin                                                 | 89    |       |
| 5. Dezember  | Filippo Grimani                                | italienischer Bürgermeister Venedigs                                             | 71    |       |
| 5. Dezember  | William P. Hubbard                             | US-amerikanischer Politiker                                                      | 77    |       |
| 5. Dezember  | Fred Churchill Leonard                         | US-amerikanischer Politiker                                                      | 65    |       |
| 5. Dezember  | Thomas Sheldon Maxey                           | US-amerikanischer Jurist und Politiker                                           | 75    |       |
| 6. Dezember  | Jesse Carleton                                 | US-amerikanischer Golfer                                                         | 59    |       |
| 6. Dezember  | Ulrich Dumrath                                 | deutscher Verwaltungsbeamter, Rittergutsbesitzer und Parlamentarier              | 70    |       |
| 6. Dezember  | Robert E. Moore                                | US-amerikanischer Politiker                                                      | 72    |       |
| 6. Dezember  | Said Halim Pascha                              | osmanischer Großwesir                                                            | 57    |       |
| 6. Dezember  | Olin Wellborn                                  | US-amerikanischer Jurist und Politiker                                           | 78    |       |
| 7. Dezember  | William Henry Draper                           | US-amerikanischer Politiker                                                      | 80    |       |
| 7. Dezember  | Žemaitė                                        | litauische Schriftstellerin                                                      | 76    |       |
| 8. Dezember  | Henry D. Flood                                 | US-amerikanischer Politiker                                                      | 56    |       |
| 8. Dezember  | Heinrich von Gauß                              | Stadtschultheiß von Stuttgart                                                    | 63    |       |
| 8. Dezember  | Jacques-Elysée Goss                            | Schweizer Architekt                                                              | 82    |       |
| 8. Dezember  | Friedrich Krauß                                | deutscher Fabrikant und Naturforscher                                            | 86    |       |
| 8. Dezember  | Nikolaus Mathes                                | deutscher Landschafts- und Genremaler                                            | 76    |       |
| 8. Dezember  | Albert Pantle                                  | deutscher Architekt                                                              | 62    |       |
| 9. Dezember  | Erich Groschuff                                | deutscher Chemiker                                                               | 47    |       |
| 9. Dezember  | Wladimir Malmberg                              | Altphilologe, Archäologe und Hochschullehrer                                     | 61    |       |
| 9. Dezember  | Johanna Meyer                                  | Schweizer Lehrerin und christliche Liederdichterin                               | 70    |       |
| 9. Dezember  | Julius von Wedderkop                           | preußischer Generalmajor, Hofbeamter in Oldenburg                                | 72    |       |
| 10. Dezember | Richard Eberlein                               | deutscher Tierarzt, Zoologe und Arzt                                             | 52    |       |
| 10. Dezember | Joseph Rummelspacher                           | deutscher Landschaftsmaler                                                       | 69    |       |
| 11. Dezember | Henry Turner Eddy                              | US-amerikanischer Bauingenieur                                                   | 77    |       |
| 11. Dezember | Hardinge Giffard, 1. Earl of Halsbury          | britischer Anwalt, Mitglied des House of Commons                                 | 98    |       |
| 11. Dezember | Robert de Montesquiou                          | französischer Schriftsteller, Symbolist und Kunstsammler                         | 66    |       |
| 11. Dezember | Hermann Eberhard Pflaume                       | deutscher Architekt                                                              | 52    |       |
| 11. Dezember | Andreas Reichle                                | Oberbürgermeister von Ravensburg                                                 | 60    |       |
| 11. Dezember | Gertrude Schoepperle                           | US-amerikanische Mediävistin, Romanistin und Keltologin                          | 39    |       |
| 12. Dezember | H. Clay Evans                                  | US-amerikanischer Politiker                                                      | 78    |       |
| 12. Dezember | Viktor Jacobi                                  | ungarischer Operettenkomponist                                                   | 38    |       |
| 12. Dezember | Henrietta Swan Leavitt                         | US-amerikanische Astronomin                                                      | 53    |       |
| 12. Dezember | Frances MacDonald McNair                       | schottische Malerin                                                              | 48    |       |
| 13. Dezember | Nathaniel Lindley, Baron Lindley               | britischer Jurist                                                                | 93    |       |
| 13. Dezember | Max Noether                                    | deutscher Mathematiker                                                           | 77    |       |
| 14. Dezember | Kurt von Borcke                                | preußischer Generalmajor                                                         | 74    |       |
| 14. Dezember | Alfred Jann                                    | Schweizer Politiker                                                              | 63    |       |
| 14. Dezember | Thomas J. Scully                               | US-amerikanischer Politiker                                                      | 53    |       |
| 15. Dezember | Gustav Barchewitz                              | deutscher Jurist und Staatsbeamter                                               | 83    |       |
| 15. Dezember | John A. Elston                                 | US-amerikanischer Politiker                                                      | 47    |       |
| 15. Dezember | Friedrich Gerhardt                             | deutscher Maler                                                                  | 93    |       |
| 15. Dezember | Leo Koenigsberger                              | deutscher Mathematiker und Hochschullehrer                                       | 84    |       |
| 15. Dezember | Gustav Kohn                                    | österreichischer Mathematiker                                                    | 62    |       |
| 15. Dezember | Santarō Okamatsu                               | japanischer Jurist und Universitätsprofessor                                     | 50    |       |
| 15. Dezember | August Stefan Kronstein                        | österreichischer Grafiker, Illustrator, Lithograph                               | 70    |       |
| 15. Dezember | John Nixon                                     | britischer General                                                               | 64    |       |
| 15. Dezember | James Trobec                                   | österreichischer Geistlicher, Bischof von Saint Cloud                            | 83    |       |
| 16. Dezember | Franz Haböck                                   | österreichischer Musikpädagoge                                                   | 53    |       |
| 16. Dezember | Adriaan Joseph Heymans                         | belgischer impressionistischer Landschaftsmaler                                  | 82    |       |
| 16. Dezember | Paul Lütge                                     | deutscher evangelischer Geistlicher                                              | 58    |       |
| 16. Dezember | Camille Saint-Saëns                            | französischer Pianist, Organist und Komponist                                    | 86    |       |
| 16. Dezember | Edward W. Saunders                             | US-amerikanischer Jurist und Politiker                                           | 61    |       |
| 16. Dezember | Georges Simart                                 | französischer Mathematiker                                                       | 75    |       |
| 17. Dezember | Ernst Robert Daenell                           | deutscher Historiker und Hochschullehrer                                         | 49    |       |
| 17. Dezember | Clemens von Delbrück                           | deutscher Politiker (DNVP), MdR                                                  | 65    |       |
| 17. Dezember | Richard Ehrenberg                              | deutscher Ökonom                                                                 | 64    |       |
| 17. Dezember | Jeronimas Ralys                                | litauischer Arzt und Übersetzer                                                  | 45    |       |
| 17. Dezember | Jules Trinité                                  | französischer Sportschütze                                                       | 64    |       |
| 17. Dezember | Gabriela Zapolska                              | polnische Schriftstellerin                                                       | 64    |       |
| 18. Dezember | Adolphe Millot                                 | französischer Maler und Grafiker                                                 | 64    |       |
| 19. Dezember | Ferdinand Gößmann                              | deutscher Richter und Abgeordneter des Zentrum                                   | 81    |       |
| 19. Dezember | Ella Harper                                    | US-amerikanische Zirkusdarstellerin                                              | 51    |       |
| 19. Dezember | Paul Schwenke                                  | deutscher Bibliothekar und Einbandforscher                                       | 68    |       |
| 20. Dezember | Hans von Beseler                               | preußischer Generaloberst und Politiker                                          | 71    |       |
| 20. Dezember | Dmitri Pawlowitsch Parski                      | russischer Generalleutnant                                                       | 55    |       |
| 20. Dezember | Julius Richard Petri                           | deutscher Bakteriologe                                                           | 69    |       |
| 20. Dezember | Otto von Strahl                                | Hofmarschall und Abgeordneter                                                    | 74    |       |
| 20. Dezember | Adolphe Tonduz                                 | Schweizer Botaniker                                                              | 59    |       |
| 21. Dezember | Ernő Jendrassik                                | ungarischer Neurologe                                                            | 63    |       |
| 21. Dezember | Robert Leicht                                  | deutscher Braumeister und Unternehmer                                            | 72    |       |
| 21. Dezember | Anton Robert Leinweber                         | deutscher Maler tschechischer Abstammung                                         | 76    |       |
| 21. Dezember | P. B. S. Pinchback                             | US-amerikanischer Politiker                                                      | 84    |       |
| 21. Dezember | François-Marie-Anatole de Rovérié de Cabrières | Bischof von Montpellier und Kardinal                                             | 91    |       |
| 21. Dezember | Martin Schall                                  | deutscher Theologe und Politiker                                                 | 77    |       |
| 22. Dezember | Thomas Walter Bickett                          | US-amerikanischer Politiker                                                      | 52    |       |
| 22. Dezember | John Bell Blish                                | US-amerikanischer Marineoffizier und Waffenkonstrukteur                          | 61    |       |
| 22. Dezember | Friedrich de la Motte-Fouqué                   | preußischer Generalmajor                                                         | 78    |       |
| 22. Dezember | James Mooney                                   | amerikanischer Anthropologe                                                      | 60    |       |
| 22. Dezember | Josef Popper-Lynkeus                           | österreichischer Schriftsteller und Sozialreformer                               | 83    |       |
| 22. Dezember | Henry Watterson                                | US-amerikanischer Politiker und Journalist                                       | 81    |       |
| 23. Dezember | Wilhelm Eberschweiler                          | deutscher Jesuit, Mystiker, Rektor und Novizenmeister                            | 84    |       |
| 23. Dezember | Ernst Francke                                  | deutscher Journalist, Staatswissenschaftler, Sozialreformer                      | 69    |       |
| 23. Dezember | Sam McVey                                      | US-amerikanischer Boxer                                                          | 37    |       |
| 23. Dezember | Friedrich von Thiersch                         | deutscher Architekt, Hochschullehrer und Maler                                   | 69    |       |
| 23. Dezember | Franz Vogl                                     | österreichischer Bildhauer                                                       | 60    |       |
| 24. Dezember | B. Platt Carpenter                             | US-amerikanischer Jurist und Politiker                                           | 84    |       |
| 24. Dezember | Arthur Raffalovich                             | russischer Diplomat und zugleich französischer Ökonom und Wirtschaftspublizist   |       |       |
| 25. Dezember | Pierre Joseph Henry Baudet                     | niederländischer Mathematiker                                                    | 30    |       |
| 25. Dezember | Piers Bohl                                     | livländischer Mathematiker                                                       | 56    |       |
| 25. Dezember | George Stewardson Brady                        | britischer Paläontologe und Zoologe                                              | 89    |       |
| 25. Dezember | Hans Huber                                     | Schweizer Komponist                                                              | 69    |       |
| 25. Dezember | Wladimir Galaktionowitsch Korolenko            | russischer Schriftsteller                                                        | 68    |       |
| 25. Dezember | Wilhelm Stüve                                  | deutscher Altphilologe                                                           | 49    |       |
| 26. Dezember | Georg von Langsdorff                           | deutscher Revolutionär                                                           | 99    |       |
| 26. Dezember | Ludwig Mitteis                                 | österreichischer Rechtshistoriker                                                | 62    |       |
| 27. Dezember | Ivan Branislav Zoch                            | slowakischer Pädagoge und kroatischer Enzyklopädist                              | 78    |       |
| 28. Dezember | Carl Kostka                                    | deutscher Mathematiker                                                           | 75    |       |
| 28. Dezember | Theodor Paulsen                                | deutscher Theologe und Schulgründer                                              | 82    |       |
| 29. Dezember | Jeremiah D. Botkin                             | US-amerikanischer Politiker                                                      | 72    |       |
| 29. Dezember | John James Dalgleish                           | schottischer Ornithologe                                                         | 85    |       |
| 29. Dezember | Karl Gosling                                   | deutscher Verwaltungsbeamter                                                     | 53    |       |
| 29. Dezember | Hayashi Yūzō                                   | japanischer Politiker                                                            | 79    |       |
| 29. Dezember | Fritz von Miller                               | deutscher Erzgießer, Goldschmied und Bildhauer                                   | 81    |       |
| 29. Dezember | Hermann Paul                                   | deutscher germanistischer Mediävist                                              | 75    |       |
| 29. Dezember | Arthur Schreiber                               | deutscher Ministerialbeamter in Preußen                                          | 72    |       |
| 29. Dezember | Franz Gustav von Wandel                        | preußischer General der Infanterie                                               | 63    |       |
| 31. Dezember | Franz Graf                                     | österreichischer Politiker und Industrieller                                     | 84    |       |
| 31. Dezember | Michael J. McEttrick                           | US-amerikanischer Politiker                                                      | 73    |       |
| 31. Dezember | Boies Penrose                                  | US-amerikanischer Politiker                                                      | 61    |       |
| 31. Dezember | Roman Romanowitsch Rosen                       | deutsch-baltischer und Diplomat und kaiserlich-russischer Diplomat               | 74    |       |
| 31. Dezember | Francis Sarg                                   | deutscher Bergwerksbesitzer, Kaffeeplantagenbesitzer, Diplomat und Naturforscher | 81    |       |
| Dezember     | Ladislao Cabrera                               | bolivianischer Bürgermeister                                                     | 91    |       |
| Dezember     | Şerife Bacı                                    | türkische Märtyrerin im Befreiungskrieg                                          |       |       |